# Marija Gudelj
Marija Gudelj (* 27. Februar 1998 in Mostar) ist eine bosnisch-kroatische Handballspielerin.

## Karriere
Zu Beginn ihrer Karriere spielte sie in Bosnien und Herzegowina für HŽRK Zrinjski Mostar, HRK Katarina Mostar, HŽRK Grude und HRK Izviđač in der ersten Liga. Hier konnte sie mehrfach die Meisterschaft gewinnen und internationale Erfahrungen im EHF Challenge Cup sammeln. Ab 2020 spielte sie für den deutschen Erstligisten SV Union Halle-Neustadt. 2023 hat sie den Verein verlassen. Darauf kehrte sie nach Bosnien und Herzegowina zurück und steht wieder im Kader von HŽRK Grude.
Gudelj spielt in der bosnisch-herzegowinischen Nationalmannschaft.

## Privates
Ihre ältere Schwester Anica Gudelj spielte ebenfalls Handball für die SV Union Halle-Neustadt und die bosnisch-herzegowinischen Nationalmannschaft.